# Estadio GSP
El estadio de la Asociación Gimnástica de Todos los Chipriotas (Estadio GSP) (en griego: Στάδιο Γυμναστικός Σύλλογος Παγκύπρια) es un estadio de fútbol construido en 1999 en Nicosia, Chipre. Aunque es pequeño para los estándares internacionales es el estadio más grande del país, con una capacidad de 22 859 espectadores. En el recinto juegan de local varios clubes de Nicosia como el APOEL, el AC Omonia y el Olympiakos Nicosia, además de la selección de fútbol de Chipre. También es el nombre del antiguo Estadio GSP, que se encontraba en el centro de Nicosia y tenía capacidad para 12 000 personas. El dueño del recinto es la Asociación Gimnástica de Todos los Chipriotas.

## Historia
El nuevo estadio GSP abrió al público el 6 de octubre de 1999. El complejo deportivo tiene tres campos: un estadio de fútbol, uno de atletismo y otro campo de fútbol que sirve para entrenar. Con un aforo oficial de 22 859 personas, el nuevo GSP pasó a ser el estadio más grande de Chipre. Localizado a la entrada de Nicosia (se puede llegar a él a través de la autopista A1), lo inauguraron en 1999 el presidente Glafcos Klerides y el arzobispo Chrysostomos I. El primer partido jugado en el lugar fue un amistoso entre el APOEL Nicosia y el AC Omonia que acabó 3-3, el 6 de octubre del mismo año.
Desde entonces, en el terreno no solo juegan de local equipos de la ciudad sino que también la selección de fútbol de Chipre. Durante las clasificatorias europeas a Alemania 2006, el seleccionado jugó todos sus partidos de local allí.
Debido a que el recinto es el único que cumple en el país con los requisitos de la UEFA, desde 2004, todos los equipos chipriotas juegan ahí sus partidos en competencias europeas. Anualmente, en el estadio se juega la Supercopa de Chipre y, desde 2005, la final de la Copa de Chipre.
En 2002, el estadio fue usado por algunos clubes israelitas para jugar de local en torneos como la UEFA Champions League o la Copa de la UEFA. Esto hizo que el lugar fuera sede del partido de cuartos de final de la Copa de la UEFA 2001-02 entre el Hapoel Tel Aviv y el A. C. Milan. También lo usó el Maccabi Haifa para jugar sus partidos de local en la fase de grupos de la Liga de Campeones de la UEFA 2002-03 y en la Copa de la UEFA de la misma temporada. Algunos de estos encuentros atrajeron la atención de los fanáticos chipriotas como el Maccabi Haifa — Olympiakos y el Maccabi Haifa — Manchester United, debido a que los dos rivales del Maccabi son muy populares en el país.
Para la fase de grupos de la Liga de Campeones de la UEFA 2008-09, el Anorthosis Famagusta usó el recinto para sus partidos de local, al igual que el APOEL, que jugó todos los encuentros que disputó en la Liga de Campeones de la UEFA 2011-12 en este estadio, en una sorprendente campaña en la que club llegó hasta cuartos de final. En la misma temporada, el AEK Larnaca lo ocupó para sus partidos en la fase de grupos de la Liga Europea de la UEFA de ese año. Al año siguiente, el AEL Limassol jugó de local en el recinto para la Liga Europea de la UEFA 2012-13.

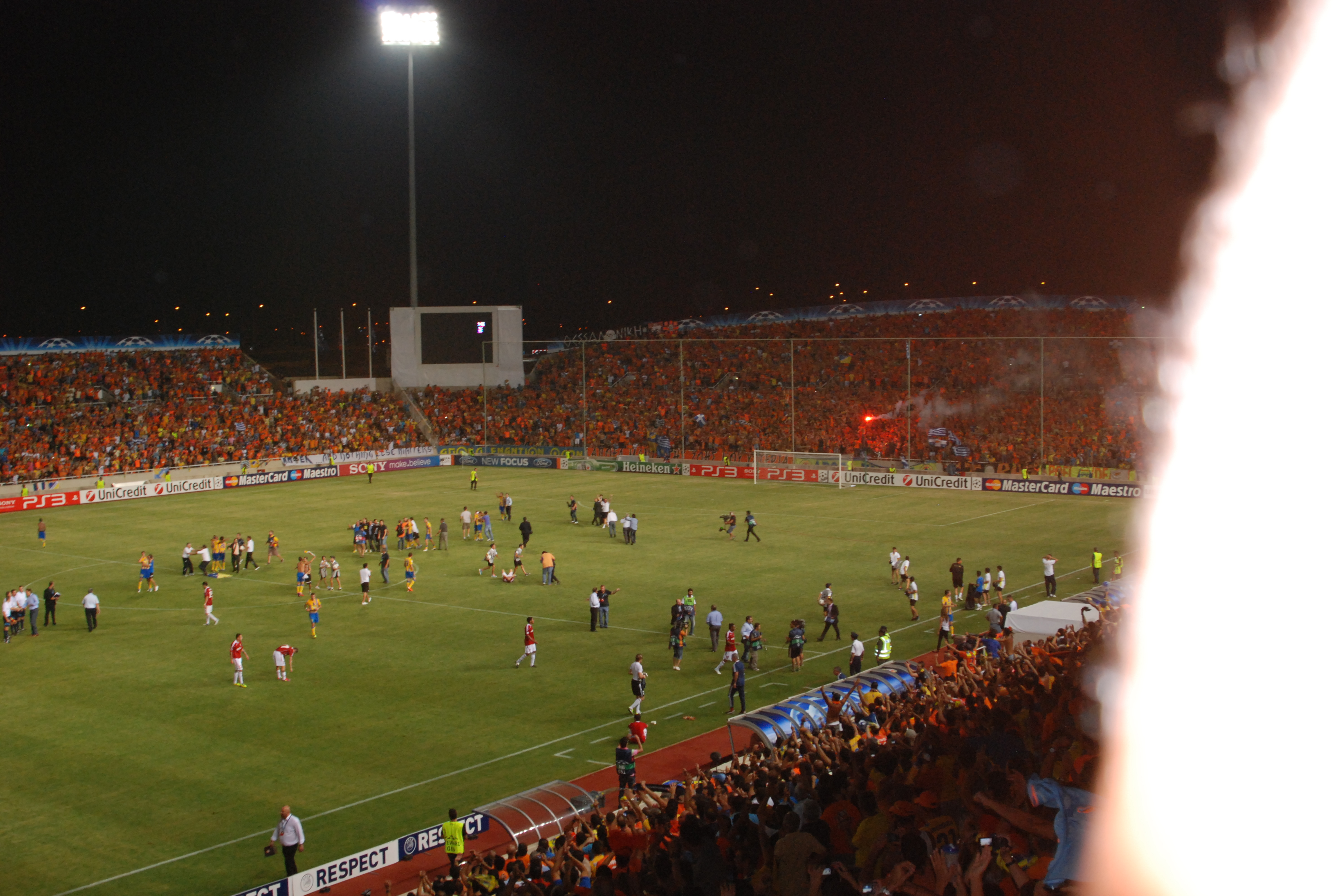
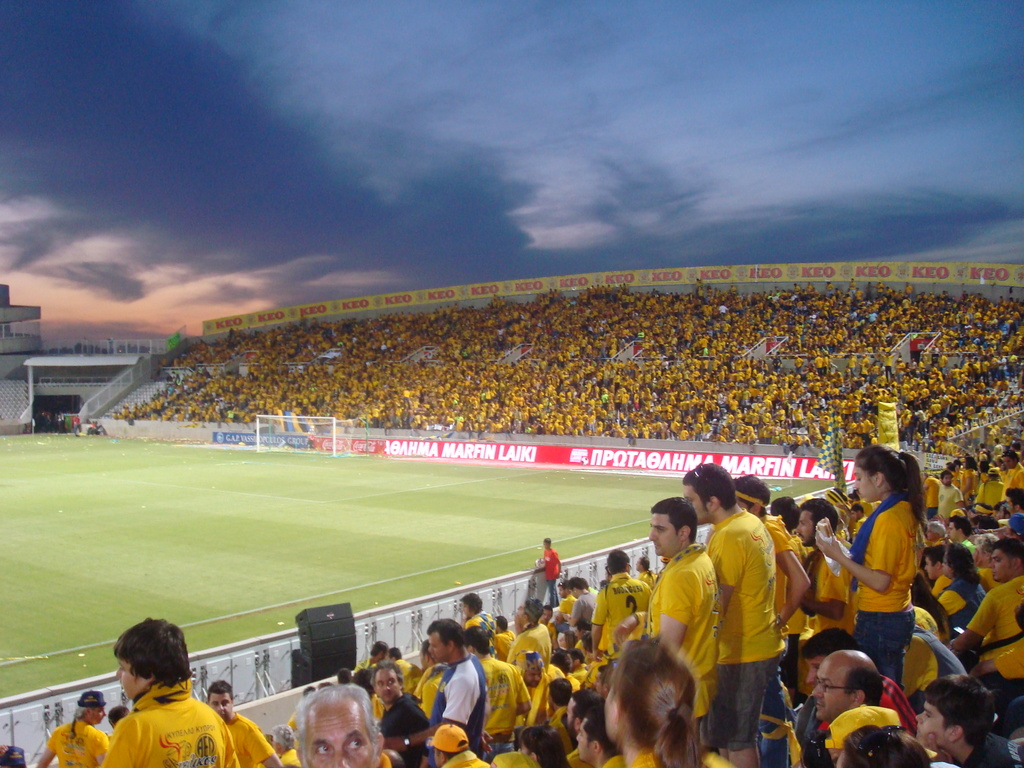

## Récords
- Mayor asistencia: 23 043 personas para el partido de liga entre el APOEL y el Omonia del 7 de diciembre de 2002.
- Mayor asistencia en competición europea: 22 701 espectadores para el partido de vuelta por los octavos de final de la Liga de Campeones de la UEFA 2011-12 entre el APOEL y el Olympique de Lyon.[5]

## Eventos
La cantante canadiense Céline Dion se presentó en el estadio el día 2 de agosto de 2020 como parte de su gira mundial Courage World Tour, siendo así, la primera artista internacional en hacerlo.